# 捉鬼大丈夫
《捉鬼大丈夫》（英語：A Real Ghostbuster）是香港亞洲電視拍攝製作的時裝奇幻劇集，由李愛瓊監製，首播於1989年12月。於七點鐘劇場播放。主要演員有劉丹、麥潔文、嚴秋華、黃曼凝、張雷、樂蓓、羅烈、曹達華等。本劇可被視為1989年劇集《捉鬼家族》及1993年劇集《隔世天師》的姊妹作。

### 主要演員
| 演員   | 角色   | 暱稱/關係 |
| 劉丹   | 鍾瑞財 | 鍾七通之子，鍾馗之後人 經營清潔滅蟲公司 吊兒郎當、不修邊幅 天生陰陽眼，每逢月圓之夜皆能見鬼 雖是鍾馗後人，卻膽小心怕鬼，後受環境所逼而學法對付惡鬼。 |
| 麥潔文 | 盧希鳳 | 衛生督察 盧子華之姊 個性粗豪爽朗但火爆，以致異性不敢接近，與鍾瑞財為歡喜冤家，後來卻成了夫妻。 |
| 嚴秋華 | 盧子華 | 盧希鳳之弟 隨鍾瑞財學法 玩具公司的職員，設計了十個玩偶，但公司高層不滿意他的設計，經過海旁時一不小心把十個玩偶掉進海裡了，子華連忙跳進水裡營救，之後十個玩偶成了十個小鬼（就是十兄弟：千里眼、順風耳、大力三、奀皮四、飛天五、銅頭六、高腳七、遁地八、大口九、大喊十），一直附身在他身上 其後以「標僮」方式獲得了自由控制十兄弟來去的能力，把雙手合並放在額頭前，大喊其名，那小鬼就會附身，得到並獲得其特殊能力，想恢復正常的時候，拍自己一巴掌，就能恢復正常。 |
| 曹達華 | 鍾七通 | 鍾瑞財之父 鬼魂 生前屢屢勸說鍾瑞財學法皆遭拒 |

### 其他演員
| 演員   | 角色   | 暱稱/關係 |
| 張雷   | Badman | 本劇反派 逃離地府的大魔王，集一切惡行於一身，更喜將自己快樂建築在別人痛苦身上                                             |
| 羅烈   | 張六合 | 天師 脾氣暴躁，好勝心強，但嫉惡如仇。                                                                                     |
| 黃曼凝 | 張虹   | 張六合的女兒 對父親的話言聽計從                                                                                           |
| 樂蓓   | Joyce  | |
| 蔡善如 | Pat    | Joe之妻 鍾瑞才和盧希鳳的鄰居 與Joe一同於一場車禍意外身亡 成為鬼魂之後因為貌美遭到Badman糾纏                               |
| 區耀國 | Joe    | Pat之夫 鍾瑞才和盧希鳳的鄰居 與Pat一同於一場車禍意外身亡 成為鬼魂之後因害怕被捉鬼天師收復而求助於Badman，反被Badman所利用 |
| 熊德誠 | 錢塘光 | |
| 馮真   | 大島太 | |
| 鄭文霞 | 財母   | |
| 蔣金   | 阿武   | |
| 駱達華 | 阿保   | |

## 軼事
- 此劇被誤傳與另一劇集1993年播出的《隔世天師》為同一作品，但其實兩劇角色設定與劇情有極大差異，只是兩劇主角皆為劉丹飾演，故有此誤會。

## 外部連結
- 影史庫-捉鬼大丈夫 （页面存档备份，存于）